# Luis Santibáñez
Luis Santibáñez (Antofagasta, 7 de novembro de 1936 — Santiago, 5 de setembro de 2008) foi um treinador de futebol chileno. Ele dirigiu a seleção de seu país na Copa do Mundo de 1982, sediada na Espanha.